# Peremech
Un peremech (en tártaro: пәрәмәч /pərəməç /pärämäç; en baskir: бәрәмес tr. beremes; en ruso: перемяч, romanizado: peremyach) es una masa frita, de tamaño individual, común para las gastronomías tártara y baskires.

## Elaboración
Está hecho de masa sin levadura, o con levadura, y generalmente se rellena con carne picada y cebolla picada. Originalmente, la carne precocida finamente picada se usaba como relleno, pero posteriormente el uso de carne molida cruda se hizo más común. Alternativamente, el peremech se puede llenar con papa o queso quark.
Generalmente se forma una esfera aplanada con una "ventana" circular en el medio. A diferencia de las rosquillas, el agujero no atraviesa por completo, sino que solo se realiza en la parte superior, de modo que el relleno es visible en el medio. Por lo tanto, la forma es algo similar a la vatrushka rusa. Sin embargo, la masa cuidadosamente amasada alrededor del agujero le da al peremech clásico su forma distintiva. 
El peremech se sirve tradicionalmente con caldo, qatiq (yogur) o ayran.
Hoy en día, la versión rellena de carne es popular en toda Rusia y otros países postsoviéticos, donde generalmente se la conoce como belyash (en ruso: беляш, pl. беляши, belyashi). Esta palabra apareció en ruso durante la segunda mitad del siglo XX y posiblemente deriva de otra palabra tártara, bəleş, que denota un pastel horneado de tamaño completo con relleno de carne y papas. Las variantes modernas de belyashi también se pueden hacer sin un agujero en la parte superior. Junto con el pirozhki y chiburekki, el belyashi es una comida callejera común en la región.